# 肯特王國
肯特王国，是中世纪前期一個位于今天英格兰东南部的古王国。肯特王國从西元5至6世纪就存在，直到9世纪后期被威塞克斯王国併吞，然后在10世纪初期被併入英格兰王国。
在羅馬帝國不列顛尼亞行省統治的時代，肯特地區在四世紀曾多次遭到海盜襲擊。與羅馬帝國有部落聯盟關係的日耳曼人可能在此時被邀請做為傭兵定居於此。410年，羅馬帝國統治結束後，更多日耳曼部落遷入肯特，考古證據和盎格魯撒克遜晚期文字資料都證明這點。在該地定居的日耳曼部落主要是朱特人，他們在東肯特建立自己的王國，最初可能臣服於法蘭克王國的統治下。有一說，西肯特原本屬於東撒克遜人，但在6世紀被不斷擴大的肯特王國征服。
資料最早紀錄到的肯特國王是艾塞尔伯特，他在6世紀後期成為不列顛統治者（Bretwalda），對其他盎格魯撒克遜王國產生很大的影響。盎格魯撒克遜人的基督教化便始於艾塞爾伯特統治時期的肯特，坎特伯雷的奧古斯丁奉教宗聖額我略之命於597年來到不列顛傳教。
肯特是盎格鲁撒克逊七大王國之一，但在8世纪成為麥西亞王國的附庸國時失去了獨立性，在9世纪又成为威塞克斯王國的附庸國，10世纪在威塞克斯王國的领导下統一成為英格兰王国。此後，肯特做為英格蘭一個重要的郡存續至今。
關於肯特王國的史料主要來自盎格魯撒克遜晚期的文字資料，例如《盎格魯撒克遜編年史》和《英吉利教會史》。還有對中世紀早期定居地和墓地的考古研究，以及地名學的證據。

## 罗马統治晚期

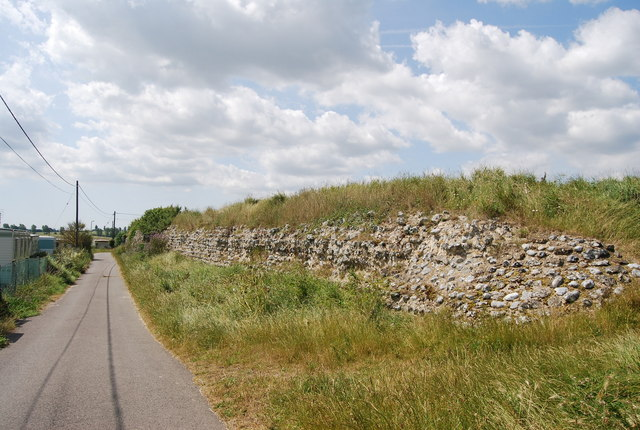
雷古比姆的罗马堡垒遺跡

現在的肯特在罗马不列顛时期是梅德威河東面的一座名為肯提阿卡（Cantiaca）的城鎮（Civitas）。該名源自鐵器時代常見的古布立吞語地名Cantium，意為「土地的角落」或「邊緣的土地」，但不清楚這個地區的範圍。
在三世纪晚期到四世紀間，罗马不列颠尼亞行省多次遭到法兰克人、撒克逊人、皮克特人和蘇格蘭蓋爾人袭击。由于肯特是不列顛島最接近歐陸的地區，它可能受到最多的海盜襲擊，結果羅馬帝國在肯特沿岸建立四座堡壘，分別是雷古比姆（今里卡爾弗），魯圖比埃（今里奇伯勒），杜布里斯（今多佛）和勒馬尼斯港（今林普尼港）。來自高盧北部的日耳曼雇傭兵很可能在此期間前來增援羅馬軍隊，而羅馬人則給予他們肯特的土地作為報酬。這些與羅馬人聯盟的部落逐漸與羅馬不列顛人同化，因此在考古學中很難區分他們。 
有证据顯示，在4世纪到5世纪初，羅馬人的鄉間別墅被废弃，这表明羅馬不列顛上層階級正在迁移到相对安全的城市中。然而，城市也在此時開始衰退，坎特伯雷的人口從三世纪後期开始下降，而多佛在四世纪末被捨棄。407年，罗马军团离开不列颠以应对入侵帝国領土核心的势力。 
410年，罗马皇帝霍諾留致函不列顛臣民，表示帝国军队將不再保护他们，要當地居民自我防衛。關於西元5世紀的不列顛很少有準確的歷史記載，但根据《盎格鲁撒克逊编年史》，418年许多罗马人經由肯特离开不列颠，带走大部分的財產。这可能顯示著羅馬貴族離開不列顛的真實情形。

## 朱特人統治時代

### 朱特人移民：410─499年
据考古学家马丁·威爾許（Martin Welch）称「公元5世纪见证了肯特在政治、社会，甚至地理上的彻底转变。」文学和考古记录都显示了本世纪间，日耳曼語族从北欧移民到不列顛。关于这种迁移的规模存在很多争论；有些人将其视为大规模迁移，大量日耳曼人离开北欧前往不列顛定居，将不列顛本土人口推向不列颠西部或布列塔尼。其他人则认为，只有少数战士精英移入，统治（甚至奴役）不列顛人民，接者本地人也开始接受外來的古英语和物质文化。目前许多学者认为這兩種理論存在显着的区域差异，前者在南方和东方更明顯，後者則適用於北方和西方。 
考古和历史证据表明，肯特确实发生了大规模的日耳曼民族移入。然而一些本地人可能仍然存在，因为该地区的古地名「肯提阿卡」成了盎格鲁撒克逊王国「肯特威爾」（意為「肯特的居民」）的詞源。

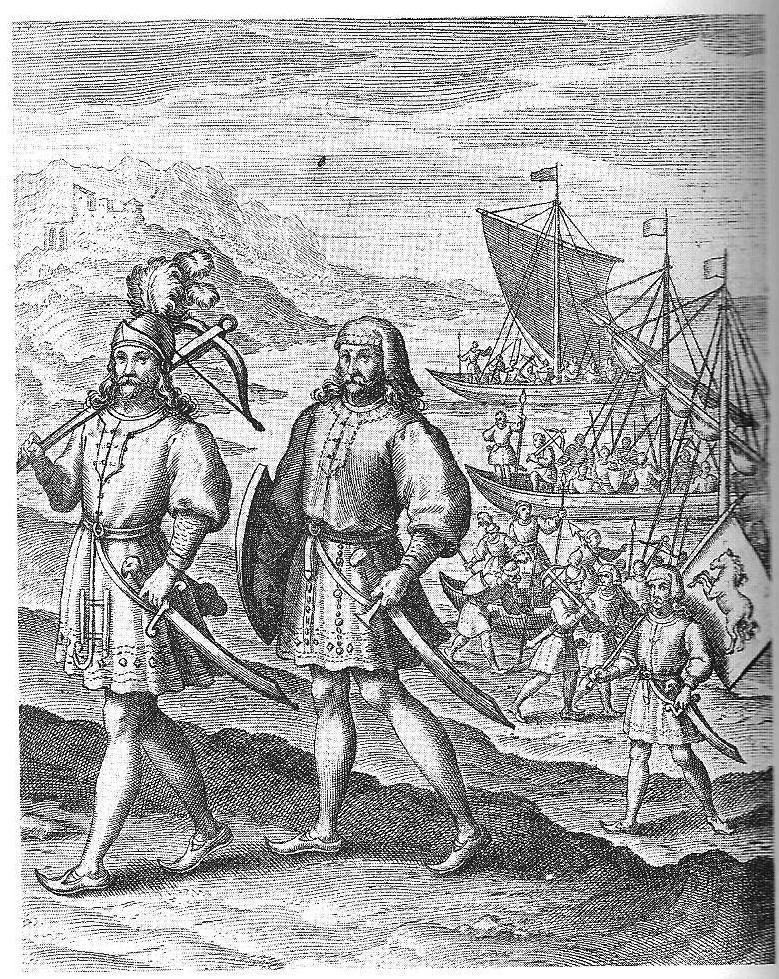
亨吉斯特與霍薩，理查·維斯特根繪（1605年）。

在盎格鲁-撒克逊时期晚期的文献资料中注意到了日耳曼人向英格蘭的迁移，最著名的是比德的《英吉利教會史》和《盎格鲁撒克逊编年史》；两者的記述都依赖于五世纪的口述历史，并试图建立起源神话以證明當時政權的執政合法性。根据《盎格鲁撒克逊编年史》，一位被称为沃蒂根的布立吞国王邀请了两位日耳曼領袖亨吉斯特和霍薩（“意為「种马」和「马」）到不列顛協助抵禦皮克特入侵者。449年，亨吉斯特和霍萨在抵达肯特的伊普温斯弗利特（现為艾貝斯菲特，靠近拉姆斯盖特）後擊敗了皮克特人，然而卻馬上轉而攻擊布立吞人，並邀请更多的日耳曼殖民者來到不列顛。這些殖民者包含古撒克逊人、盎格鲁人和朱特人。朱特人便定居在肯特和怀特岛。
根据《盎格鲁撒克逊编年史》，在455年，亨吉斯特和霍萨在艾格勒斯雷普（Ægelesthrep，可能是現在肯特郡的艾爾斯福特）与沃蒂根交战，霍萨在战斗中阵亡。亨吉斯特继位为王，隨後由其子歐斯繼位。456年，亨吉斯特和歐斯在克雷甘福德（可能是現在的克雷福德）与布立吞人作战。布立吞人随后逃离肯特，前往他们在伦敦的堡壘。在比德的《英吉利教會史》中也有类似记载：肯特和怀特岛居民是朱特人後裔，霍萨在与布立吞人的战斗中被杀，并补充霍薩的尸体被埋葬在肯特东部。上述記載的內容受到現代學者們的質疑，他們認為亨吉斯特和霍萨是从民间傳說借来的神话人物，以賦予中晚期的盎格鲁撒克逊统治者合法性。
移民的日耳曼人定居在罗马不列颠人的主要农业區上，尤其是肯特郡的北部丘陵和南邊的霍爾姆斯代爾谷。他们可能也經營畜牧业来补充农业，在附近的海岸和河流周邊也能進行漁業和貿易。從盎格鲁撒克逊人的墓地可以知道，他們主要沿著史前和罗马時代建立的道路系统定居，其中有85%的墓地位于罗马道路的1.2公里內，以及可通航的河流或海岸，其餘15%靠近古道。關於这些早期定居点的考古证据很少，但一个顯著的例子是位于凱斯頓的一座聚居大屋，建立在一座罗马别墅的遗址上，毗邻一条通过北部丘陵的罗马不列顛古道。在肯特附近的一些别墅遗址中也发现了五世纪的陶瓷，這顯示这些地点被在此時期有人重新定居。在肯特東部，五世纪的墓葬大多僅有土葬，具有鲜明的肯特特色。相反，在西肯特如奧爾平頓的墓葬則混合了火葬与土葬，这在泰晤士河以北的撒克逊墓葬更为典型。这可能顯示西肯特在此時独立于东肯特，并且是泰晤士河口以北的埃塞克斯王國一部分。

### 發展與西擴：500─590年
六世纪時，墨洛溫王朝统治的法兰克王国正在向西北歐擴大影響力，肯特王國也與其產生了聯繫。文字资料表示，肯特王國在六世紀的某段時間处于墨洛溫王朝的控制。考古發現肯特存在此時期來自法蘭克王國的物質文化，但在不列顛其他地區沒有發現，可能代表肯特王國對法蘭克王國有著貿易壟斷。
同一時期的肯特產品在歐陸地區也被發現尤其是现代的法國的夏朗德省、諾曼第西部、日耳曼的莱茵兰、弗里西亚、图林根地區，以及斯堪的纳维亚南部地区。另一方面，英吉利海峽對岸的索姆河到布列塔尼的德桑航道之間則由薩塞克斯的撒克遜人壟斷，鮮少看到肯特人的痕跡，顯示此時的貿易是建立在不同民族或部落之間而非地理區域。
漢普郡和怀特岛也發現和肯特贸易的考古证据，在更远的地方，如威尔特郡和剑桥郡等地区的墓葬中也出现肯特產品的复制或仿制品。 
考古顯示六世纪某时，东肯特吞并了西肯特。對於肯特菁英來說，南邊的威爾德地區滿布茂密的森林毫无价值，王国西部的肥沃土地更具吸引力，特别是達倫特河谷以及北部丘陵和梅德韋西部的山坡。

### 建国與基督教化：597─650年

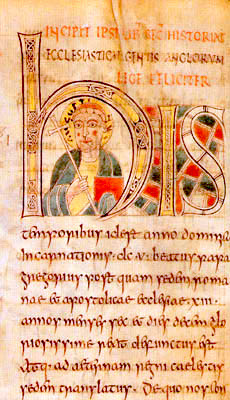
早期插畫中可能是奧古斯丁的人像畫。

在菁英階層的穩固控制之下，肯特王國成為第一個進入歷史記載的盎格魯撒克遜王國。
比德記載597年肯特由埃塞尔伯特统治，使他成为第一位有可靠紀錄的盎格魯撒克遜國王。比德成埃塞爾伯特為不列顛統治者，他控制亨伯河以南的一切，包括其他王国。《盎格鲁撒克逊编年史》記錄到六世纪在不列顛的战争，但大多数发生在西方，没有影响肯特。一个例外是568年肯特人和西撒克逊人之间的一场战斗，使埃塞尔伯特的军队被推回了肯特。在埃塞尔伯特的统治下還完成了埃塞爾伯特法典，这是现存最古老的古英语文本。 
根据比德的说法，盎格鲁撒克逊英格兰的基督教化始于597年埃塞爾伯特統治的肯特王國，本笃会修士奥古斯丁带着額我略傳教士團抵达艾貝斯菲特半岛。埃塞爾伯特的妻子柏莎是法蘭克人，原先就是一名基督徒，几年后埃塞爾伯特也皈依基督教。 
七至八世纪的各种文献顯示，肯特由两位国王统治，一位在东部占主导地位，另一位在西部，这可能反映了早年的分裂。在這個時代，盎格鲁撒克逊国王在他們的王國中四處移動，以当地居民的物資为生，並贈以礼物回报。
多元化的墓葬風格在這個時代逐漸統一，考古學發現墓葬的區域特色越來越少，而更多日耳曼動物紋樣的裝飾出現，菁英階級的奢華墓葬也開始出現。

## 盎格鲁撒克逊人統治時代

### 衰落與麥西亞霸權：650─825年
在七世纪，肯特王國的影響力的随着麦西亚王國和諾森布里亞王國的崛起而减弱，但它仍然是英格兰第四富有的王国。根據《部族藏書》記載，肯特王國在七或八世纪佔有15,000海德（Hide，一種土地丈量單位，用以部落及附庸應負擔的的軍役和稅收）的土地。然而肯特王朝在这段时期十分動盪不安。肯特从664年到673年由埃克伯特，但在664年到667年间，两位表亲埃塞爾雷德和埃塞爾伯特在伊斯特里王宮中被杀，可能是因为他们对埃克伯特构成了威胁。埃克伯特由他的兄弟赫洛斯赫爾，他从674年统治到686年，然后被埃克伯特的儿子埃德里克推翻并杀害，後者曾与南撒克逊人结盟。埃德里克一直统治到687年。 
七世纪後期，肯特王國逐漸被麥西亞王國控制。至少在680年，倫敦威治一直有一个肯特王宮和城鎮總管，但这座城市随后落入了麥西亚人的手中。失去倫敦威治也使肯特王國喪失了跨海貿易的壟斷以及對泰晤士河的控制，嚴重打擊其經濟影響力。
根据比德後來的记载，麦西亚国王埃塞尔雷德在676年發動一场袭击，摧毁许多肯特教堂。在接下来的几十年里，麦西亚王國持續增加對肯特的控制。到689至690年，在麦西亚支配下的东撒克逊国王們在西肯特活躍，有记录证明埃塞爾雷德對薩內特和瑞考弗的基督教社區進行收入仲裁，这表明麦西亚王國也強力控制著肯特東部。
686年，肯特被威塞克斯國王卡德瓦拉征服。卡德瓦拉扶植他的兄弟穆爾成為肯特的傀儡國王，不到一年穆尔在肯特人叛乱中丧生，卡德瓦拉又回頭對肯特進行摧殘，此后肯特陷入了混乱。麥西亚人也扶植一位名叫奧斯溫的傀儡国王，但似乎只统治了两年。接任的國王威特雷德以《威特雷德法典》闻名，在经历了數年的破坏與动荡後，为恢复王国秩序做出了巨大的努力，并在694年通过支付杀害穆尔的赔偿金与西撒克逊人和睦相处。
725年威特雷德去世后，肯特歷史紀錄變得支离破碎且晦涩难懂。四十年来，通常有二至三个国王同时统治。這樣的混亂可能使肯特成为麥西亞國王奥法崛起時的第一个目标：764年，奧法王支配了肯特王國，并透過一名傀儡國王统治。到770年代初，奥法王試图直接统治肯特卻发生了叛乱。776年，奧法王和叛軍在奧特福发生了一场战斗，虽然结果未知，但後來的记录顯示叛军占了上风。此后，埃克伯特二世和後来的埃爾曼德似乎独立于奥法王统治了近十年。然而这并没有持续多久，因为奥法王在785年重建了他对肯特的支配。
這個時代的神職人員定居地（Minster）通常有一座較大的教堂，做為宗教中心通常比普通的定居地還要更大，擁有許多資源和貿易聯繫，薩內特大教堂的紀錄中甚至擁有三艘貿易船。 
七世纪的盎格鲁撒克逊英格兰重新引入了石造建築工法，主要用于興建教堂。该地区最早的教堂被称为「肯特類」（Kentish Group）教堂，其设计反映了義大利和法兰克的影响，代表性的例子包括坎特伯雷的圣奥古斯丁修道院，以及羅徹斯特的圣安德鲁斯修道院和萊明格修道院。 
七世纪後期，最早的盎格魯撒克遜地契出现，劃出了土地边界，并展示了从泰晤士河口到南部沼澤地之間的土地開墾情形，主要做為畜牧用地。約700年在西肯特近格雷夫森德的艾貝斯菲特水磨坊也反映農業技術的進步。 
坎特伯雷地區留下的垃圾坑、金屬工坊以及木造見族顯示這裡在七世纪成为了肯特的政經中心。尽管缺乏考古证据，但多佛和在羅徹斯特也出现密集的发展。坎特伯雷和罗徹斯特都是此時已知的主要铸币厂的所在地，主要鑄造厚銀幣。这顯示七世纪起，肯特国王就控制著王国內的经济结构。
8到9世纪間，英格蘭出現數個大型土壘防禦工事作為交戰王國間的屏障，例如萬斯堤和奧法堤。穿越肯特克雷河谷的費斯滕堤（Faestendic）可能就是用來保衛肯特王國的土壘，也成為今天A25公路的路線。790年代的文件也記錄羅徹斯特需負擔維護橫跨梅德韋河之羅馬橋梁的義務，以利於肯特軍隊過河。這些都是王國軍事化程度的證據。 
埃爾曼德國王约於784年逝世，他的兒子埃格伯特被麥西亞的奧法王流放。透過一份土地契約書可以知道，奧法王在785年控制了肯特，並且他還想直接控制肯特王國而非從遠端支配。為此他特別在麥西亞的利奇菲爾德建立一個新教區，以降低坎特伯雷教區的重要性或直接將其合併。這可能是因為坎特伯雷大主教詹伯特拒絕加冕奧法王的兒子埃格弗里思。根据奥法王最後的繼承人肯沃夫的说法，詹伯特辞去了他部份的主教职务，由親麥西亞的海格伯特接替。
奥法王在796年去世，埃德伯特·普蘭趁麥西亞王國脆弱之時率領肯特人民起義成功。然而肯沃夫在798年重新征服了肯特，并任命他的兄弟卡斯雷德為王。807年卡斯雷德死后，由肯沃夫直接统治肯特。
825年，威塞克斯王國在埃倫頓戰役中重創麥西亞王國，麥西亞霸權因而被威塞克斯取代，而麥西亞在肯特的傀儡國王鮑德雷德也被驱逐。

### 维京人入侵：825─1066年
《盎格鲁撒克逊编年史》记载肯特在八世纪后期首次遭到维京海盗袭击。由於富有的神職人員通常居住在沿海地區，使得肯特和英格蘭東南部成為絕佳的標的。804年，莱明格的修女获准在坎特伯雷避难以躲避海盜袭击。而在811年，肯特军队击退以谢佩岛為基地的维京军队。更多襲擊還發生在835年的謝佩島、841年的罗姆尼沼泽、842年的罗徹斯特、851年的坎特伯雷（阿克里亞戰役）和桑威治（桑威治戰役）、853年的萨内特，865年甚至襲擊了整個肯特。肯特又因為其地理位置容易連結內陸和海上航線而具吸引力。根据记载，维京人在811年已經在肯特北部海岸建造了防御工事，并在851-852年在萨内特和854-855年在谢佩島讓军队过冬。斯特坎特和伯雷和雖可以翻新的罗马城墙，但他们仍受到分別在842年和851年维京人的攻击。885年的罗徹斯特再次被围攻，但阿爾弗雷德大帝的军队成功解圍。後來在西肯特海岸附近發現埋藏的寶藏，可能是就是被维京人藏匿的財寶。
892年，英格兰南部在阿尔弗雷德大帝的領導下實現了统一，肯特卻即將陷入災難。阿尔弗雷德击败了古思倫率領的維京大軍，與其簽訂《韋德莫爾條約》允许维京人在东盎格利亚和英格蘭东北部定居，但其他丹人仍在四處遷徙。一位身經百戰的战士领袖哈斯坦在法蘭西北部集结大军围攻巴黎并占领了布列塔尼。892年，多达5000到10,000名男子攜家帶眷，共乘350艘维京船隻从布洛涅來到肯特南部海岸，并袭击了位于博寧頓附近的撒克逊堡垒，杀了所有人。他们在接下來一年继续推進，并在阿普爾多爾建造堡垒。东盎格利亞和其他地方的丹人聞訊後聚集起来反抗阿尔弗雷德。他们从阿普爾多爾袭击肯特，夷平了一座大型定居地塞勒伯特斯徹特（約為今天阿什福德附近的大查特）。他们进一步向内陆进发，与英格蘭人进行了多次战斗，但在四年后放弃。一些人撤退到东盎格利亚，另一些人作为1066年征服英格兰的诺曼人先祖回到法蘭西北部。
1011年，高大的托爾克率领维京大军圍攻坎特伯雷，於1012年4月19日洗劫了这座城市并杀害了坎特伯雷主教坎特伯雷的聖埃爾菲赫。